# Линия Всемирной выставки, Ай-эн-ди
Линия Всемирной выставки (англ. IND World’s Fair Line, официально World's Fair Railroad — Железная дорога Всемирной выставки) — линия Нью-Йоркского метрополитена в боро Куинс, построенная к Всемирной выставке 1939 года, состоявшая из одной станции и просуществовавшая полтора года. Является единственной линией (а её станция — единственной станцией), относившейся к сети Ай-эн-ди и не сохранившейся до наших дней.
На линии Куинс-бульвара восточнее станции Форест-Хилс — 71-я авеню есть пути, которые продолжаются под следующей станцией 75-я авеню, а затем поворачивают на север в депо «Джамейка», выйдя на поверхность. После депо они продолжались ещё дальше на север и северо-запад через парк Флашинг-Медоуз — Корона, где проходила выставка. Станция располагалась у ворот выставки с восточной стороны.
Линия имела два пути и была проложена по эстакаде над засыпанным болотом. Она была спроектирована как временная, что сделало невозможным её использование после окончания выставки (хотя были предложения сохранить её и даже продлить на север). Выставка проходила в два сезона, с апреля по октябрь 1939 и с апреля по октябрь 1940 года, линия не работала между сезонами, прекратила работу после закрытия выставки и через несколько месяцев была снесена. К выставке 1964 года, проходившей в том же месте, строительство аналогичной линии рассматривалось, но не было реализовано.
Линию обслуживали два маршрута поездов, один из них шёл через линию Кросстаун к станции Смит-стрит — Девятая улица, а другой — через линию Восьмой авеню к станции Хадсон-терминал.
Остальные две компании, обслуживавшие линии Нью-Йоркского метрополитена, Ай-ар-ти и Би-эм-ти, доставляли посетителей на выставку при помощи линии Флашинг, которая проходит с северо-западной стороны от парка и в те времена обслуживалась обеими компаниями совместно. Станция Уиллетс-Пойнт-бульвар была перестроена, чтобы принять больший пассажиропоток. Железная дорога Лонг-Айленда построила специально к выставке свою станцию рядом, на линии, проходящей параллельно линии Флашинг между ней и парком.

## Схема линии
| Условные обозначения |
| для дней и часов работы маршрутов (более точно указано во всплывающих подсказках при этих обозначениях): |
| --- |
| круглосуточно круглосуточно, кроме ночи круглосуточно, кроме будней днём (либо часов пик) в пиковом направлении в будни днём (и, возможно, вечером) в будни круглосуточно в часы пик в будни днём (либо в часы пик) в пиковом направлении в будни днём (либо в часы пик) в направлении, обратном пиковому в выходные ночью ночью и в выходные (и, возможно, вечером) нет движения поездов |

| Станция | Доступ для людей с ограниченными возможностями | Тип | Пути у платформ                        | Дата открытия                          | Дата закрытия | Примечания |
| --- | ---------------------------------------------- | --- | -------------------------------------- | -------------------------------------- | --- | --- |
| Линия начиналась |                                                | |                                        |                                        | | |
| Уорлдс-Фэр |                                                | наземная | все                                    | 30 апреля 1939                         | 28 октября 1940 | |
| Линия примыкала к линии Куинс-бульвара | Линия примыкала к линии Куинс-бульвара         | Линия примыкала к линии Куинс-бульвара | Линия примыкала к линии Куинс-бульвара | Линия примыкала к линии Куинс-бульвара | E — круглосуточно · E — круглосуточно · F — круглосуточно · F — круглосуточно · <F> — в часы пик в пиковом направлении · <F> — в часы пик в пиковом направлении · E — круглосуточно · E — круглосуточно · F — круглосуточно · F — круглосуточно · <F> — в часы пик в пиковом направлении · <F> — в часы пик в пиковом направлении · M — в будни днём и вечером · M — в будни днём и вечером · R — круглосуточно, кроме ночи · R — круглосуточно, кроме ночи | E — круглосуточно · E — круглосуточно · F — круглосуточно · F — круглосуточно · <F> — в часы пик в пиковом направлении · <F> — в часы пик в пиковом направлении · E — круглосуточно · E — круглосуточно · F — круглосуточно · F — круглосуточно · <F> — в часы пик в пиковом направлении · <F> — в часы пик в пиковом направлении · M — в будни днём и вечером · M — в будни днём и вечером · R — круглосуточно, кроме ночи · R — круглосуточно, кроме ночи |
| |                                                | |                                        |                                        | | |
| |                                                | E — круглосуточно · E — круглосуточно · F — круглосуточно · F — круглосуточно · <F> — в часы пик в пиковом направлении · <F> — в часы пик в пиковом направлении |                                        |                                        | | |
| |                                                | |                                        |                                        | | |
| E — круглосуточно · E — круглосуточно · F — круглосуточно · F — круглосуточно · <F> — в часы пик в пиковом направлении · <F> — в часы пик в пиковом направлении · M — в будни днём и вечером · M — в будни днём и вечером · R — круглосуточно, кроме ночи · R — круглосуточно, кроме ночи |                                                | |                                        |                                        | | |

## Станция
Станция Уорлдс-Фэр (англ. World’s Fair, «Всемирная выставка», или Хорас-Хардинг-бульвар, Horace Harding Boulevard, по названию улицы, где она была расположена) была северной конечной и единственной станцией на линии, она имела два пути и три платформы — одну островную между путями и две боковых.
Проезд на выставку требовал дополнительной оплаты: если обычный проезд на метро стоил 5 центов, то проезд на выставку или обратно стоил 10. Турникеты на станции были устроены так, что входящие должны были заплатить 10 центов, а выходящие — 5, вдобавок к тем 5, которые они заплатили при входе в метро.

## Ссылки

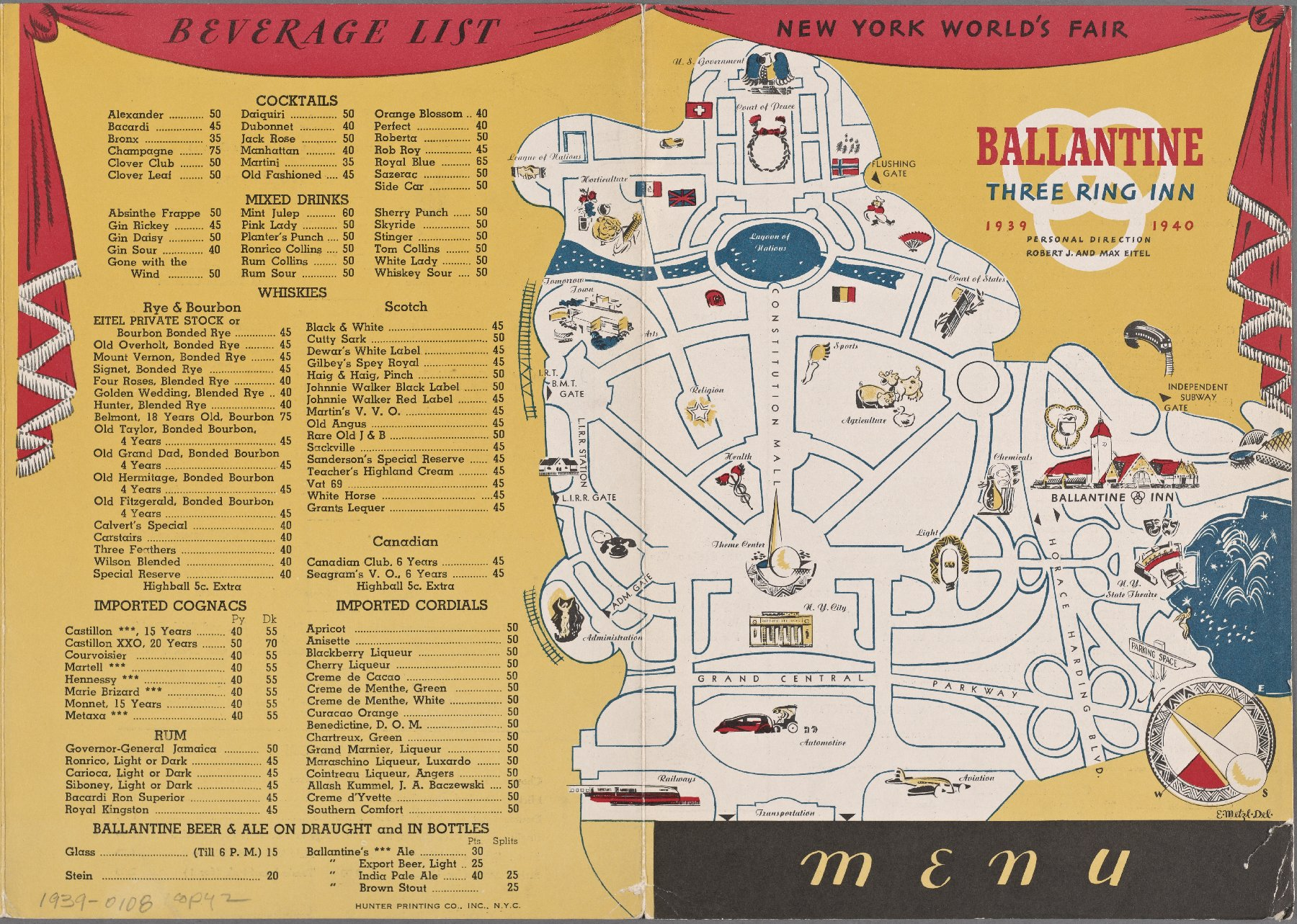
Схема выставки. Надпись Independent Subway Gate в правой части обозначает станцию и вход на выставку с её стороны
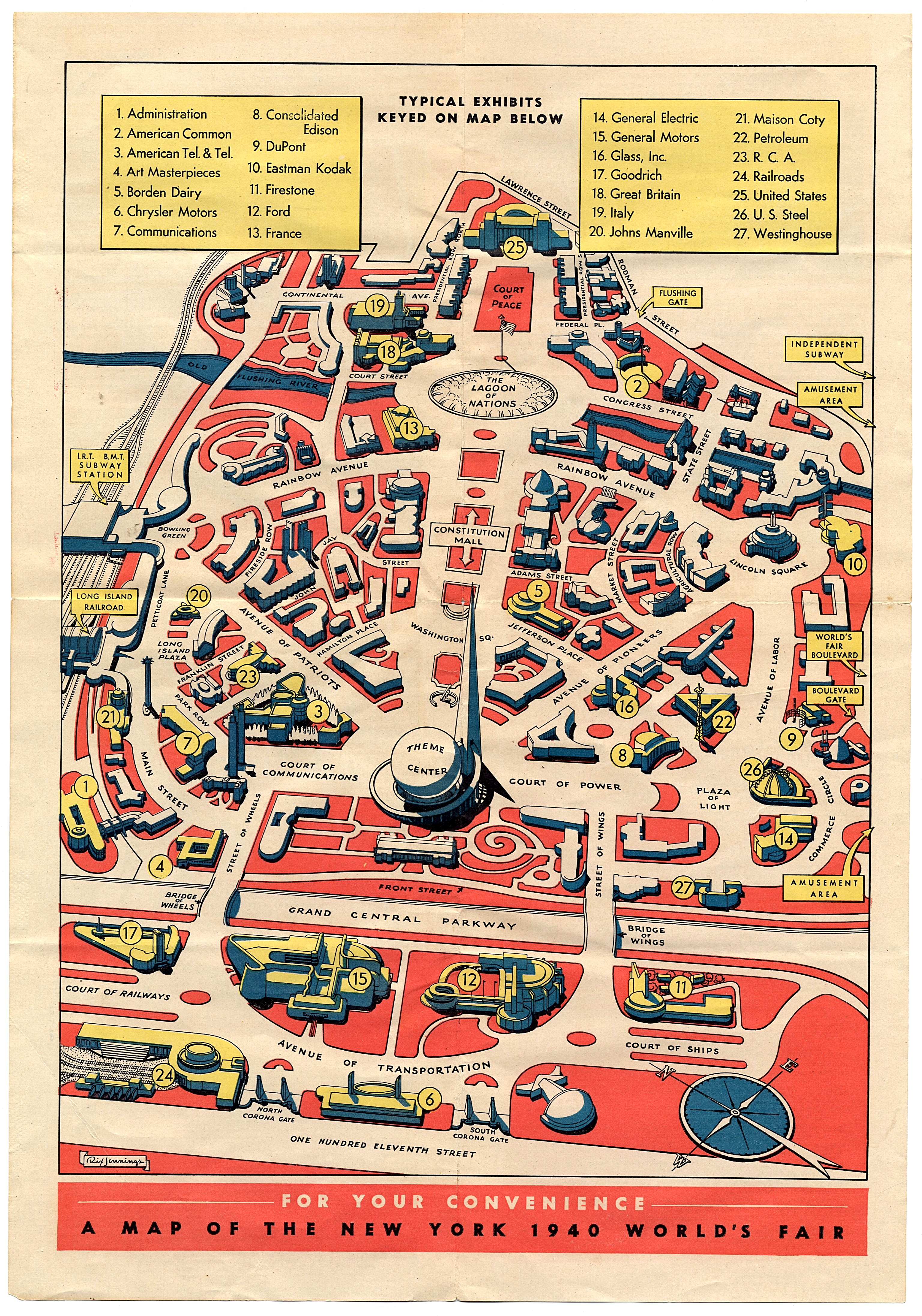
Схема выставки с указанием всех станций, обслуживавших её
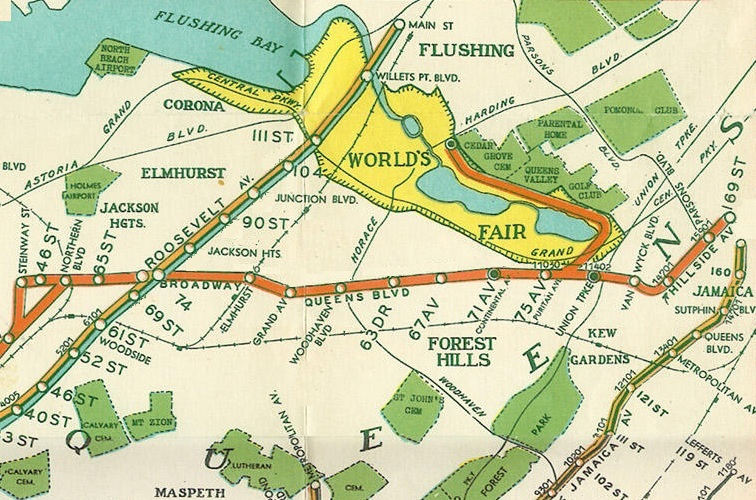
Фрагмент карты 1939 года. Жёлтым закрашена территория выставки, линия обозначена красным и проходит вдоль озёр в её южной половине, станция на северном конце линии